# ماركو أوريليو
ماركو أوريليو (Marco Aurélio Moreira) (مواليد 10 فبراير 1952) هو مدرب كرة قدم.

## وصلات خارجية
- ماركو أوريليو على موقع قاعدة بيانات كرة القدم.إي يو (الإنجليزية)
- ماركو أوريليو على موقع قاعدة بيانات كرة القدم.إي يو (الإنجليزية)
- ماركو أوريليو على موقع Soccerway.com (الإنجليزية)
- ماركو أوريليو على موقع عالم كرة القدم.نت (الإنجليزية)

- J.League Data Site (باليابانية)